# Liste der Baudenkmäler in Freudenberg (Siegerland)
Die Liste der Baudenkmäler in Freudenberg (Siegerland) enthält die denkmalgeschützten Bauwerke auf dem Gebiet der Stadt Freudenberg im Kreis Siegen-Wittgenstein in Nordrhein-Westfalen (Stand: Januar 2021). Diese Baudenkmäler sind in der Denkmalliste der Stadt Freudenberg eingetragen; Grundlage für die Aufnahme ist das Denkmalschutzgesetz Nordrhein-Westfalen (DSchG NRW).

| Bild                      | Bezeichnung                                        | Lage                                                       | Beschreibung | Bauzeit | Eingetragen seit | Denkmal- nummer |
| ------------------------- | -------------------------------------------------- | ---------------------------------------------------------- | ------------ | ------- | ---------------- | --------------- |
| ev. Kirche Freudenberg    | ev. Kirche Freudenberg                             | Freudenberg                                                |              |         | 06.11.1981       | 1 Wikidata      |
| Kirche Oberholzklau       | Kirche Oberholzklau                                | Oberholzklau                                               |              |         | 21.12.1981       | 2               |
|                           | Scheune Fischbach und Wohnhaus                     | Oberfischbach                                              |              |         | 15.01.1982       | 3               |
| Meilensteine              | Meilensteine                                       | Büschergrund preuß. Militärstraße KO-MI                    |              |         | 25.06.1982       | 4               |
|                           | Grenzstein                                         | Oberholzklau Grenzstein NN – Holzklauer Schlag             |              |         | 12.07.1982       | 5               |
|                           | Grenzstein                                         | Büschergrund Grenzstein OO – Ohrndorfer Schlag             |              |         | 13.07.1982       | 6               |
| Haus                      | Haus                                               | Freudenberg Oranienstraße 20 / Poststraße 2                |              |         | 16.12.1982       | 7               |
|                           | Haus                                               | Freudenberg Oranienstraße 23                               |              |         | 13.01.1983       | 8               |
|                           | Haus                                               | Freudenberg Oranienstraße 22 / 24                          |              |         | 16.12.1982       | 9               |
|                           | Haus                                               | Freudenberg Oranienstraße 27                               |              |         | 16.12.1982       | 10              |
|                           | Haus                                               | Freudenberg Oranienstraße 31                               |              |         | 03.01.1983       | 11              |
|                           | Haus                                               | Freudenberg Oranienstraße 33                               |              |         | 11.01.1983       | 12              |
|                           | Haus                                               | Freudenberg Oranienstraße 35                               |              |         | 11.01.1983       | 13              |
|                           | Haus                                               | Freudenberg Oranienstraße 37 / 39                          |              |         | 16.12.1982       | 14              |
|                           | Haus                                               | Freudenberg Oranienstraße 41                               |              |         | 16.12.1982       | 15              |
| Haus                      | Haus                                               | Freudenberg Krottorfer Straße 23 / 25 (Haus des Gastes)    |              |         | 14.12.1982       | 16              |
| Haus                      | Haus                                               | Freudenberg Krottorfer Straße 28 / 30 / Marktstraße 1      |              |         | 14.12.1982       | 17              |
| Haus                      | Haus                                               | Freudenberg Krottorfer Straße 40                           |              |         | 12.01.1983       | 18              |
| Haus                      | Haus                                               | Freudenberg Krottorfer Straße 42 / 44                      |              |         | 03.01.1983       | 19              |
| Haus                      | Haus                                               | Freudenberg Krottorfer Straße 46                           |              |         | 10.01.1983       | 20              |
| Haus                      | Haus                                               | Freudenberg Krottorfer Straße 44 A                         |              |         | 16.12.1982       | 21              |
| Haus                      | Haus                                               | Freudenberg Krottorfer Straße 36 / 38                      |              |         | 28.12.1982       | 22              |
| Haus                      | Haus                                               | Freudenberg Krottorfer Straße 34                           |              |         | 12.01.1983       | 23              |
|                           | Haus                                               | Freudenberg Marktstraße 2                                  |              |         | 28.12.1982       | 24              |
|                           | Haus                                               | Freudenberg Marktstraße 3 / 5                              |              |         | 28.12.1982       | 25              |
|                           | Haus                                               | Freudenberg Marktstraße 4                                  |              |         | 16.12.1982       | 26              |
|                           | Haus                                               | Freudenberg Marktstraße 6 / 8                              |              |         | 28.12.1982       | 27              |
|                           | Haus                                               | Freudenberg Marktstraße 9                                  |              |         | 16.12.1982       | 28              |
|                           | Haus                                               | Freudenberg Marktstraße 10                                 |              |         | 16.12.1982       | 29              |
|                           | Haus                                               | Freudenberg Marktstraße 11 / 13                            |              |         | 28.12.1982       | 30              |
|                           | Haus                                               | Freudenberg Marktstraße 12                                 |              |         | 16.12.1982       | 31              |
| Haus                      | Haus                                               | Freudenberg Marktstraße 14 / 16                            |              |         | 16.12.1982       | 32              |
|                           | Haus                                               | Freudenberg Marktstraße 15                                 |              |         | 16.12.1982       | 33              |
|                           | Haus                                               | Freudenberg Marktstraße 18 / 20                            |              |         | 28.12.1982       | 34              |
|                           | Haus                                               | Freudenberg Marktstraße 19                                 |              |         | 16.12.1982       | 35              |
|                           | Haus                                               | Freudenberg Marktstraße 7                                  |              |         | 16.12.1982       | 36              |
|                           | Haus                                               | Freudenberg Marktstraße 21                                 |              |         | 16.12.1982       | 37              |
|                           | Haus                                               | Freudenberg Marktstraße 22 / 24                            |              |         | 10.01.1983       | 38              |
|                           | Haus                                               | Freudenberg Marktstraße 23 / 25                            |              |         | 29.12.1982       | 39              |
|                           | Haus                                               | Freudenberg Marktstraße 26 / 28                            |              |         | 11.01.1983       | 40              |
| Haus                      | Haus                                               | Freudenberg Marktstraße 27                                 |              |         | 03.01.1983       | 41              |
| Haus                      | Haus                                               | Freudenberg Marktstraße 29 / Kölner Straße 11              |              |         | 16.12.1982       | 42              |
|                           | Haus                                               | Freudenberg Marktstraße 30 / Kölner Straße 9               |              |         | 16.12.1982       | 43              |
| Haus                      | Haus                                               | Freudenberg Mittelstraße 1 / 3                             |              |         | 16.12.1982       | 44              |
|                           | Haus                                               | Freudenberg Mittelstraße 2                                 |              |         | 16.12.1982       | 45              |
|                           | Haus                                               | Freudenberg Mittelstraße 4 / 6 (Stadtmuseum)               |              |         | 28.12.1982       | 46              |
|                           | Haus                                               | Freudenberg Mittelstraße 5                                 |              |         | 16.12.1982       | 47              |
|                           | Haus                                               | Freudenberg Mittelstraße 7                                 |              |         | 16.12.1982       | 48              |
|                           | Haus                                               | Freudenberg Mittelstraße 8 / 10                            |              |         | 16.12.1982       | 49              |
|                           | Haus                                               | Freudenberg Mittelstraße 9                                 |              |         | 16.12.1982       | 50              |
|                           | Haus                                               | Freudenberg Mittelstraße 11                                |              |         | 16.12.1982       | 51              |
|                           | Haus                                               | Freudenberg Mittelstraße 12                                |              |         | 16.12.1982       | 52              |
|                           | Haus                                               | Freudenberg Mittelstraße 13                                |              |         | 23.12.1982       | 53              |
|                           | Haus                                               | Freudenberg Mittelstraße 14                                |              |         | 16.12.1982       | 54              |
|                           | Haus                                               | Freudenberg Mittelstraße 15 / 17                           |              |         | 10.01.1983       | 55              |
|                           | Haus                                               | Freudenberg Mittelstraße 16 / 18                           |              |         | 28.12.1982       | 56              |
|                           | Haus                                               | Freudenberg Mittelstraße 19                                |              |         | 16.12.1982       | 57              |
|                           | Haus                                               | Freudenberg Mittelstraße 20 / 22                           |              |         | 16.12.1982       | 58              |
|                           | Haus                                               | Freudenberg Mittelstraße 24 / 26                           |              |         | 16.12.1982       | 59              |
|                           | Haus                                               | Freudenberg Mittelstraße 28 / Kölner Straße 7              |              |         | 16.12.1982       | 60              |
|                           | Haus                                               | Freudenberg Unterstraße 2                                  |              |         | 16.12.1982       | 61              |
|                           | Haus                                               | Freudenberg Unterstraße 4 / 6                              |              |         | 16.12.1982       | 62              |
|                           | Haus                                               | Freudenberg Unterstraße 8                                  |              |         | 16.12.1982       | 63              |
|                           | Haus                                               | Freudenberg Unterstraße 10 / 12                            |              |         | 16.12.1982       | 64              |
|                           | Haus                                               | Freudenberg Unterstraße 14                                 |              |         | 10.01.1983       | 65              |
|                           | Haus                                               | Freudenberg Unterstraße 16 / 18                            |              |         | 16.12.1982       | 66              |
|                           | Haus                                               | Freudenberg Unterstraße 20 / 22                            |              |         | 16.12.1982       | 67              |
|                           | Haus                                               | Freudenberg Unterstraße 24                                 |              |         | 16.12.1982       | 68              |
|                           | Haus                                               | Freudenberg Kölner Straße 5                                |              |         | 12.01.1983       | 69              |
|                           | Haus                                               | Freudenberg Oranienstraße 19                               |              |         | 11.01.1983       | 70              |
| Haus                      | Haus                                               | Freudenberg Kölner Straße 3                                |              |         | 21.03.1983       | 71              |
|                           | Haus                                               | Freudenberg Marktstraße 17                                 |              |         | 15.12.1995       | 72              |
|                           | Pfarrhaus Oberholzklau                             | Oberholzklau Alte Straße 31                                |              |         | 26.04.1983       | 73              |
|                           | Pfarrscheune Oberholzklau                          | Oberholzklau Alte Straße 21                                |              |         | 26.04.1983       | 74              |
|                           | Pfarrbackes Oberholzklau                           | Oberholzklau                                               |              |         | 26.04.1983       | 75              |
|                           | Hausgiebel                                         | Hohenhain Römershagener Straße 11b                         |              |         | 05.05.1983       | 76              |
|                           | Backes Mausbach                                    | Mausbach                                                   |              |         | 21.06.1983       | 77              |
|                           | ehem. Pfarrhaus Oberfischbach                      | Oberfischbach Walpertalstraße 4                            |              |         | 12.03.1984       | 78              |
|                           | Scheunenkomplex Achenbach/Schneider                | Freudenberg                                                |              |         | 04.07.1985       | 79              |
|                           | Haus Rößler                                        | Freudenberg Poststraße 12                                  |              |         | 28.05.1985       | 80              |
|                           | Schuppenüberbau Utsch                              | Freudenberg                                                |              |         | 29.05.1985       | 81              |
|                           | Evangelische Kirche Oberfischbach                  | Oberfischbach                                              |              |         | 01.04.1986       | 82              |
|                           | Scheune Heisberg                                   | Heisberg                                                   |              |         | 05.03.1987       | 83              |
|                           | Wohn- und Geschäftshaus Pitsch                     | Freudenberg Oranienstraße 15                               |              |         | 30.03.1987       | 84              |
|                           | Haus                                               | Büschergrund Büscher Straße 9                              |              |         | 27.05.1987       | 85              |
|                           | Scheune der ev. Kirchengemeinde (Meyer’s Mühlchen) | Freudenberg                                                |              |         | 07.01.1988       | 86              |
|                           | Haus                                               | Freudenberg Bahnhofstraße 86                               |              |         | 08.11.1988       | 88              |
|                           | Haus                                               | Freudenberg Bahnhofstraße 88                               |              |         | 08.11.1988       | 89              |
|                           | Haus                                               | Freudenberg Bahnhofstraße 90                               |              |         | 08.11.1988       | 90              |
|                           | "Bos Hus"                                          | Niederndorf Niederndorfer Straße 60 / 62                   |              |         | 02.12.1988       | 91              |
|                           | Altes Schulgebäude von Freudenberg                 | Freudenberg Schulstraße 7                                  |              |         | 27.12.1988       | 92              |
|                           | Altes Schulgebäude von Mausbach                    | Mausbach Mausbacher Straße                                 |              |         | 27.12.1988       | 93              |
|                           | Altes Schulgebäude von Plittershagen               | Plittershagen An der Hallstatt                             |              |         | 27.12.1988       | 94              |
|                           | Altes Schulgebäude von Alchen                      | Alchen Bühler Straße                                       |              |         | 27.12.1988       | 95              |
|                           | Alte Kirchenspielschule Oberholzklau               | Oberholzklau                                               |              |         | 13.03.1989       | 96              |
|                           | Scheunenkomplex an der Kölner Straße               | Freudenberg                                                |              |         | 19.12.1989       | 97              |
|                           | Dreiherrenstein                                    | Freudenberg                                                |              |         | 20.12.1991       | 98              |
|                           | Haus                                               | Freudenberg Olper Straße 1                                 |              |         | 21.12.1993       | 100             |
| Haus                      | Haus                                               | Freudenberg Krottorfer Straße 68                           |              |         | 21.12.1993       | 101             |
|                           | ehem. Lohschuppen der Lederfabrik Kraemer          | Freudenberg Bahnhofstraße                                  |              |         | 04.01.1994       | 102             |
|                           | Haus                                               | Freudenberg Krottorfer Straße 11 / 11 A                    |              |         | 10.03.1994       | 104             |
|                           | Haus                                               | Freudenberg Asdorfer Straße 4                              |              |         | 01.03.1995       | 105             |
|                           | Haus                                               | Freudenberg Villa-Bubenzer-Weg 7 (ehem. Asdorfer Str. 6 a) |              |         | 01.03.1995       | 106             |
|                           | Haus                                               | Freudenberg Asdorfer Straße 8 / 10                         |              |         | 01.03.1995       | 107             |
| Haus                      | Haus                                               | Freudenberg Bahnhofstraße 7                                |              |         | 01.03.1995       | 108             |
| Haus                      | Haus                                               | Freudenberg Bahnhofstraße 23                               |              |         | 01.03.1995       | 109             |
| Haus                      | Haus                                               | Freudenberg Bahnhofstraße 26 / 28                          |              |         | 01.03.1995       | 110             |
| Haus                      | Haus                                               | Freudenberg Bahnhofstraße 52 mit Park                      |              |         | 01.03.1995       | 111             |
| Haus                      | Haus                                               | Freudenberg Bahnhofstraße 54 A / Kuhlenbergstraße 6        |              |         | 01.03.1995       | 112             |
| Haus                      | Haus                                               | Freudenberg Burgstraße 2                                   |              |         | 01.03.1995       | 113             |
| Haus                      | Haus                                               | Freudenberg Burgstraße 4                                   |              |         | 01.03.1995       | 114             |
| Haus                      | Haus                                               | Freudenberg Burgstraße 8                                   |              |         | 01.03.1995       | 115             |
|                           | Haus                                               | Freudenberg Krottorfer Straße 1                            |              |         | 01.03.1995       | 116             |
|                           | Haus                                               | Freudenberg Krottorfer Straße 13                           |              |         | 01.03.1995       | 117             |
|                           | Haus                                               | Freudenberg Kuhlenbergstraße 2                             |              |         | 01.03.1995       | 118             |
|                           | Haus                                               | Freudenberg Kuhlenbergstraße 4                             |              |         | 01.03.1995       | 119             |
|                           | Haus                                               | Freudenberg Neuer Weg 1                                    |              |         | 01.03.1995       | 120             |
| Haus                      | Haus                                               | Freudenberg Neuer Weg 13                                   |              |         | 01.03.1995       | 121             |
|                           |                                                    | Büschergrund Triftstraße 2                                 |              |         | 01.03.1995       | 122             |
|                           | Fachwerkgiebelfassade                              | Büschergrund Weibeweg 9                                    |              |         | 01.03.1995       | 123             |
|                           | Alte Färberei                                      | Freudenberg Färberstraße 8–12                              |              |         | 06.04.1995       | 124             |
|                           | Haus                                               | Freudenberg Gartenstraße 17                                |              |         | 15.12.1995       | 125             |
| Haus                      | Haus                                               | Freudenberg Neuer Weg 5                                    |              |         | 15.12.1995       | 126             |
|                           | Haus                                               | Freudenberg Nordstraße 13                                  |              |         | 15.12.1995       | 127             |
|                           | ehem. Bauernhaus                                   | Oberholzklau Neben der Kirche 4 / 6                        |              |         | 15.12.1995       | 128             |
|                           | Haus                                               | Oberholzklau Oberholzklauer Straße 24                      |              |         | 15.12.1995       | 129             |
|                           | Haus                                               | Oberholzklau Oberholzklauer Straße 34                      |              |         | 15.12.1995       | 130             |
|                           | Forsthaus                                          | Freudenberg Krottorfer Straße 155                          |              |         | 05.02.1997       | 131             |
| Haus                      | Haus                                               | Freudenberg Krottorfer Straße 59                           |              |         | 21.04.1997       | 132             |
| Haus                      | Haus                                               | Freudenberg Krottorfer Straße 33 / Hinterm Schloß 12       |              |         | 07.05.1997       | 133             |
| Altes Postamt             | Altes Postamt                                      | Freudenberg Bahnhofstraße 10                               |              |         | 14.04.1997       | 134             |
|                           | Scheunengruppe                                     | Freudenberg Nordstraße / Kölner Straße                     |              |         | 17.04.1997       | 135             |
| Haus                      | Haus                                               | Freudenberg Nordstraße 6 / 8                               |              |         | 16.04.1997       | 137             |
| Haus                      | Haus                                               | Freudenberg Nordstraße 1                                   |              |         | 17.04.1997       | 138             |
|                           | Kleinkinderschule                                  | Freudenberg Oranienstraße 25                               |              |         | 26.06.1997       | 139             |
| ev. Pfarrhaus Freudenberg | ev. Pfarrhaus Freudenberg                          | Freudenberg Krottorfer Straße 19                           |              |         | 26.03.1998       | 140             |
|                           | Grabstein des Herrn Tillmann Siebel                | Freudenberg Friedhof Freudenberg                           |              |         | 20.02.2001       | 141             |
|                           | ehem. Eisenbahntunnel Hohenhain                    | Hohenhain                                                  |              |         | 10.07.2005       | 142             |
| Kultur-Backes             | Kultur-Backes                                      | Freudenberg Kölner Straße 1                                |              |         | 05.03.2009       | 143             |
|                           | ehem. Bettendorf                                   | Freudenberg Kölner Straße 12                               |              |         | 08.10.2010       | 144             |
|                           | Haus                                               | Freudenberg Bahnhofstraße 11 / Krottorfer Straße 9a        |              |         | 25.11.1997       | 145             |
|                           | Alte Schmiede Anstoß                               | Büschergrund Mühlenbergstraße 1                            |              |         | 20.01.2012       | 146             |
|                           | Gambachsweiher                                     | Freudenberg                                                |              |         | 08.06.2012       | 147             |
|                           | ehem. Vereinshaus V.f.R.                           | Freudenberg Oranienstraße 21                               |              |         | 07.07.2015       | 148             |

## Ausgetragene Baudenkmäler
| Bild | Bezeichnung           | Lage                                | Beschreibung | Bauzeit | Eingetragen seit                  | Denkmal- nummer |
| ---- | --------------------- | ----------------------------------- | ------------ | ------- | --------------------------------- | --------------- |
|      | Haus (gelöscht)       | Freudenberg Bahnhofstraße 84        |              |         | 08.11.1988 gelöscht am 16.11.2004 | 87              |
|      | Haus (gelöscht)       | Büschergrund Am Büscher Berg 3 / 5  |              |         | 21.05.1991 gelöscht am 16.07.2019 | 99              |
|      | Haus (gelöscht)       | Niederndorf Niederndorfer Straße 54 |              |         | 09.03.1994 gelöscht am 12.04.2005 | 103             |
|      | Bauernhaus (gelöscht) | Alchen Waldweg 3                    |              |         | 17.04.1997 gelöscht am 12.11.2004 | 136             |